# Dewtaszłary
Dewtaszłary (tur. dev taslari, dosł. „czarcie kamienie”) – określenie spotykanych na terenach dawnej Tracji, głównie w okolicach Pliski kamieni wiązanych z wierzeniami Protobułgarów Naddunajskich. Są to wielkie bloki skalne mające postać stożków-piramid ściętych u góry albo prostopadłościany umieszczane po 5, 7 lub 9 sztuk w jednym rzędzie albo tworzące prostokąty. 
Uważa się, że są odpowiednikami znanych z Azji Centralnej kamiennych bab lub bałbałów, jakie stawiały pokrewne Protobułgarom niektóre ludy tureckie (m.in. Połowcy, Pieczyngowie, Oguzowie, Turkuci).                  